# Gettysburg (Pensilvania)
Gettysburg es un borough ubicado en el condado de Adams en el estado estadounidense de Pensilvania. En el año 2000 tenía una población de 7.490 habitantes y una densidad poblacional de 1.761,5 personas por km². La ciudad sufrió múltiples daños durante la batalla de Gettysburg, la mayor batalla sucedida en América del Norte.

## Historia
Durante la Guerra de Secesión, en esta localidad se libró la decisiva batalla de Gettysburg, del 1 al 3 de julio de 1863.

## Demografía
Según la Oficina del Censo en 2000 los ingresos medios por hogar en la localidad eran de $29 840 y los ingresos medios por familia eran $40 489. Los hombres tenían unos ingresos medios de $30 341 frente a los $21 111 para las mujeres. La renta per cápita para la localidad era de $14 157. Alrededor del 19.4% de la población estaba por debajo del umbral de pobreza.